# Back to the City
Back to the City è un album live a nome di Art Farmer/Benny Golson Jazztet Featuring Curtis Fuller, pubblicato dalla Contemporary Records nel 1986. Il disco fu registrato dal vivo il 21 e 22 febbraio 1986 al Sweet Basil di New York (Stati Uniti).

## Tracce
Lato A
1. Back to the City – 7:55 (Benny Golson)
2. From Dream to Dream – 6:49 (Benny Golson)
3. Write Soon – 9:44 (Art Farmer)

Lato B
1. Vas Simeon – 7:31 (Benny Golson)
2. Speak Low – 6:07 (Kurt Weill, Ogden Nash)
3. Without Delay/Time Speaks – 6:59 (Benny Golson)

## Musicisti
- Art Farmer - flicorno
- Benny Golson - sassofono tenore, arrangiamenti
- Curtis Fuller - trombone
- Mickey Tucker - pianoforte
- Ray Drummond - basso
- Marvin Smitty Smith - batteria